# Jean-Marie Minguez
Pour les articles homonymes, voir Mínguez.
Jean-Marie Minguez, né en 1977 à Perpignan, est un dessinateur de bande dessinée, scénariste, illustrateur et coloriste. 

## Biographie
Il a publié ses premiers dessins dans les périodiques CBKids et Spécial Zembla. Dessinateur de plusieurs albums de bande dessinée, il a également mis en image plusieurs jeux, comme le jeu de plateau Mr Jack Pocket (éditions Hurrican) ainsi que le Tarot de Cassandre, jeu de tarot dérivé du roman la Bataille des Forts, qu'il a également illustré pour les éditions Kyklos.

## Œuvres

### Séries
- Les contes du Korrigan (collectif)
  - Tome 5 : L'île d'Emeraude, Soleil (2004)

- Le Grimoire de féerie [1], scénarisé par Jean-Luc Istin et François Debois
  - Tome 1 : Le Secret de Bagueer, Soleil (2004)
  - Tome 2 : Le grand pouvoir, Soleil (2006)

- Souvenirs de films : Du 9e art au 7e art, 51 dessinateurs à l'affiche, ouvrage collectif, Editions du Lombard (2009)

- Carabosse, scénarisé par Nicolas Pona
  - Tome 1 : Le bal [2],[3], Editions du Lombard (2011)
  - Tome 2 : L'amour d'une fée[4], Editions du Lombard (2012)

- Contes et légendes des régions de France (collectif)
  - Alsace, Soleil (2012)

- Exil [5],[6],[7],[8], coécrit par Henri Fabuel et Jean-Marie Minguez, Vents d'Ouest (2013). Prix Mélouah-Moliterni 2013 du Festival BD d’Aubenas [9].

- The Formidables T2 - Fierté et préjugés [10] (dessin) avec Chris Malgrain (scénario, dessin), Louis (scénario, dessin), Oliver Hudson (couleurs, couverture), Christophe Lacroix (couleurs), Véra Daviet (couleurs), Oniric Comics, 2016

### Périodiques
- La Nuit d’Halloween, histoire, publiée en 2002 dans Spécial Zembla n°166, aux éditions Semic.
- De Profundis, histoire courte de six pages, publiée dans Meuriad n°21 (magazine breton).

### Illustrations de jeux
- Le Tarot de Cassandre, chez Kyklos (2010)
- Mr Jack Pocket, chez Hurrican (2010)
- Lady Alice, chez Hurrican (2012)
- Welcome to Rapid City, chez Bad Taste Games (2019)

### Illustrations de livres
- Traquenard a Brennilis, de Sophie Goasguen, paru chez Sombre Bohème (2006)
- Un lutin à Domicile, de Meddy Ligner, Aurore Perrault, Gilles Bizien, Patrick Duclos et Alexandra Barbier, paru chez Sombre Bohème (2007)